# Estádio Nacional Mané Garrincha
Estádio Nacional de Brasília Mané Garrincha, cunoscut și ca Estádio Nacional Mané Garrincha, este un stadion multfuncțional din Brasília, Brazilia. În prezent este folosit mai ales pentru meciurile de fotbal. Capacitatea stadionului este de 70.064 și a fost construit în 1974. Este numit după faimosul fotbalist brazilian, Garrincha.
A fost redeschis pe 18 mai 2013 după ce a fost reconstruit pentru Campionatul Mondial de Fotbal 2014, cu participarea guvernatorului Brasíliei, Agnelo Queiroz și a președintelui Braziliei, Dilma Rousseff.

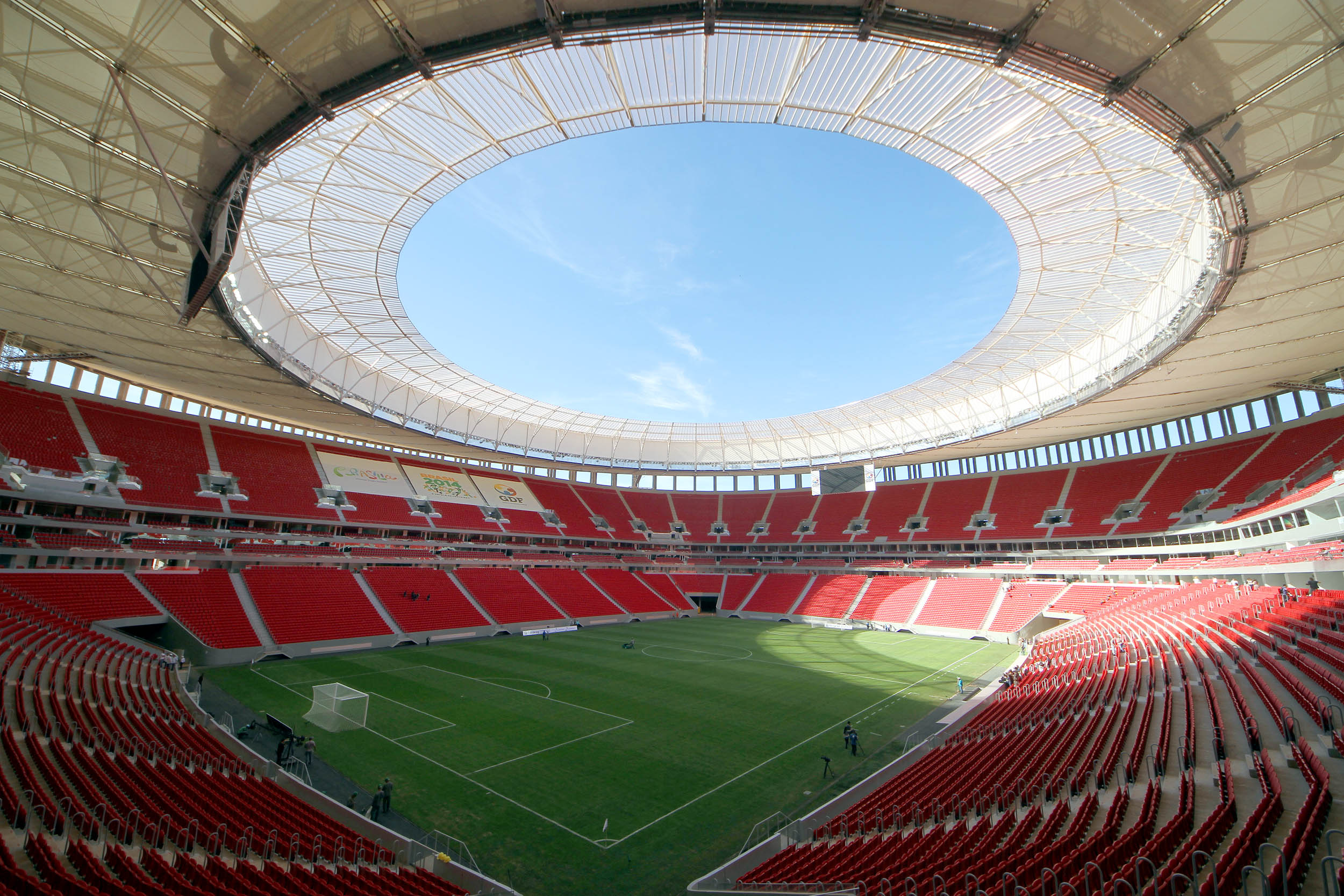
Estádio Nacional Mané Garrincha

## Cupa Confederațiilor FIFA 2013
| Data          | Ora (UTC-03) | Echipa #1 | Rezultat | Echipa #2 | Runda   | Spectatori |
| ------------- | ------------ | --------- | -------- | --------- | ------- | ---------- |
| 15 iunie 2013 | 16:00        | Brazilia  | 3-0      | Japonia   | Grupa A | 67,423     |

## Campionatul Mondial de Fotbal 2014

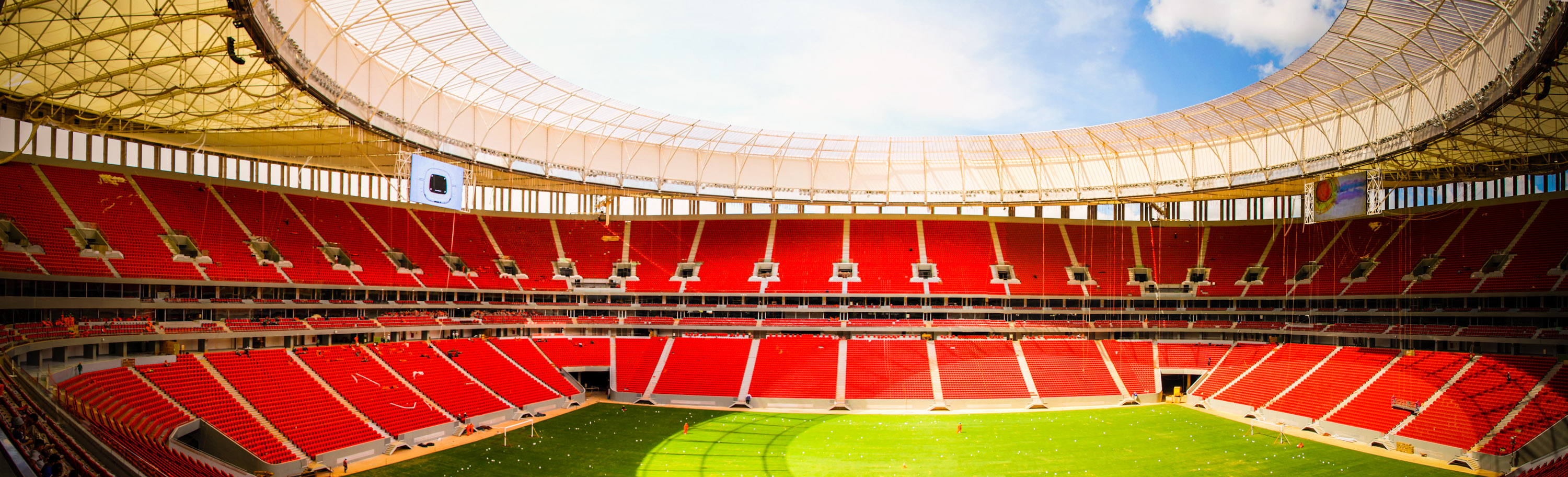
Panorama stadionului

| Data          | Ora (UTC-3) | Echipa #1  | Rezultat | Echipa #2        | Runda              | Spectatori |
| ------------- | ----------- | ---------- | -------- | ---------------- | ------------------ | ---------- |
| 15 iunie 2014 | 13:00       | Elveția    | 2–1      | Ecuador          | Grupa E            | 68,351     |
| 19 iunie 2014 | 13:00       | Columbia   | 2–1      | Coasta de Fildeș | Grupa C            | 68,748     |
| 23 iunie 2014 | 17:00       | Camerun    | 1–4      | Brazilia         | Grupa A            | 69,112     |
| 26 iunie 2014 | 13:00       | Portugalia | 2–1      | Ghana            | Grupa G            | 67,540     |
| 30 iunie 2014 | 13:00       | Franța     | 2–0      | Nigeria          | Optimi de finală   | 67,882     |
| 5 iulie 2014  | 13:00       | Argentina  | 1–0      | Belgia           | Sferturi de finală | 68,551     |
| 12 iulie 2014 | 17:00       | Brazilia   | 0–3      | Țările de Jos    | Finala mică        | 68,034     |

## Legături externe
- Official Website Arhivat în 11 martie 2013, la Wayback Machine.
- Templos do Futebol